# Burg Helpenstein
Die Burg Helpenstein, auch Schloss Helpenstein genannt, ist eine abgegangene Burg vom Typus einer Turmhügelburg (Motte) im Neusser Stadtteil Helpenstein im Rhein-Kreis Neuss in Nordrhein-Westfalen.

## Geografische Lage

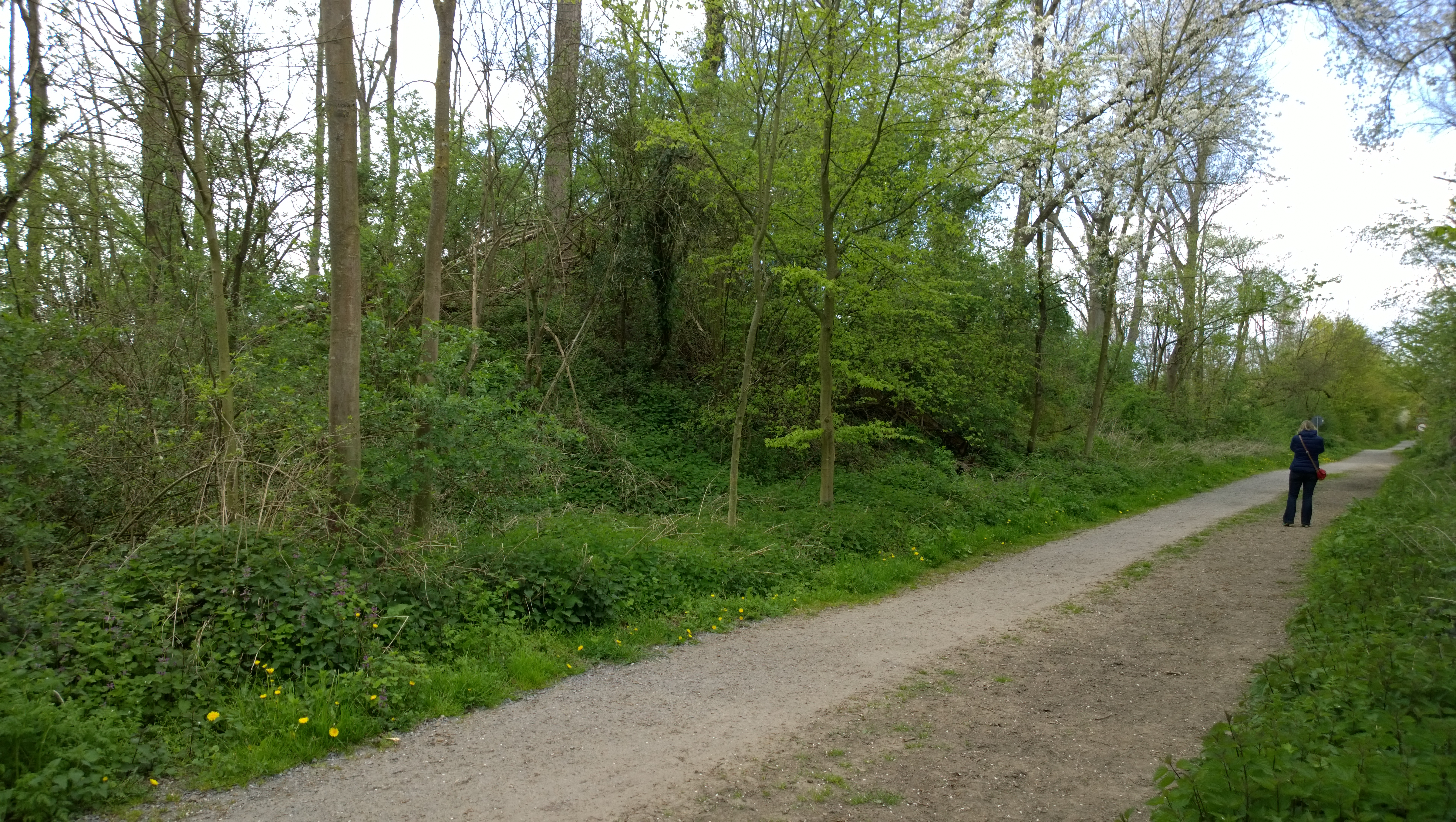
Die Reste des Burghügels und der Strategische Bahndamm

Die Reste der Burg Helpenstein liegen nahe der heutigen Grafenstraße in Helpenstein. Die Reste des Burghügels werden durch den Strategischen Bahndamm durchschnitten.

## Geschichte
In der Literatur ist schon früh die Bezeichnung „Helpensteiner Motte“ oder „Hoffberg“ zu lesen; ein künstlich aufgeschütteter Burghügel, der ein festes Haus trug, dessen Gründungszeit nicht endgültig geklärt ist. Vermutlich gab es an der Stelle auch schon eine Vorgängeranlage. Hier wurde das vorher auf dem Fronhof oder einer alten Motte (Turmhügelburg) lebende und zu großen Besitzungen gelangte Geschlecht derer von Helpenstein ansässig, die ab 1094 in Helpenstein nachgewiesen sind.
1148 wurde erstmals auf der Helpensteiner Burg ein Harpernus (oder Harbernus) von Helpenstein urkundlich genannt.
1386 wurde die Burg von den Vereinigten rheinischen Städten zerstört wegen vermuteter Raubritterüberfälle auf Kölner Kaufleute, was eher unwahrscheinlich ist, da die Helpensteiner begütert waren und auch nicht bei der „Gesellschaft der falben Pferde“ (Zusammenschluss niederrheinischer Raubritter) zu finden sind. 1370 wurde die Burg ein zweites Mal restlos zerstört. 1374 wurde neben dem Burgberg ein neues Haus erbaut, Haus Helpenstein genannt.

## Beschreibung
Die ehemalige Burg bestand aus einer Kernburg und zwei Vorburgen. Der heutige Burgstall zeigt noch den teilweise durch den Strategischen Bahndamm zerstörten immer noch mächtigen sieben Meter hohen Burghügel mit einem ursprünglichen  Durchmesser von 60 Meter am Fuß und 40 Meter am oberen Rand.